# Юник (община)
Община Юник (на сръбски: Општина Јуник, на албански: Komuna e Junikut) е община в Дяковски окръг, Косово. Общата ѝ площ е 78 км2, а населението е 6364 души, по приблизителна оценка за 2019 г. Тя се състои от 3 населени места. Населението на общината през 2011 година е 6078 души. Неин административен център е град Юник.

## История
Община Юник е образувана съгласно Закона за административните граници на общините на 20 февруари 2008 година.